# Етерсдорф
Етерсдорф (њем. Oettersdorf) општина је у њемачкој савезној држави Тирингија. Једно је од 76 општинских средишта округа Зале-Орла. Према процјени из 2010. у општини је живјело 869 становника. Посједује регионалну шифру (AGS) 16075076.

## Географски и демографски подаци
Етерсдорф се налази у савезној држави Тирингија у округу Зале-Орла. Општина се налази на надморској висини од 470 метара. Површина општине износи 10,3 km². У самом мјесту је, према процјени из 2010. године, живјело 869 становника. Просјечна густина становништва износи 84 становника/km².